# Iridologija
Iridologija oziroma iridodiagnostika spada v področje medicine, ki ga imenujemo refleksologija in je del alternativne medicine, ki se ukvarja z diagnostiko iz očesne šarenice.

## Zgodovina
Iridodiagnostika naj bi se pojavila skupaj s človeštvom, njen začetnik ni znan. Z njo naj bi se že pred 3000 leti ukvarjali v Indiji in na Kitajskem. Posvečala sta se ji tudi Hipokrat in Filostrat ter zdravniki v starem Egiptu v času vladavine faraona Tutankamona. V babilonski knjižnici sta shranjena dva papirusa z zapisom o metodi diagnosticiranja bolezni s šarenice. Iridodiagnostika je bila za tem dolga leta pozabljena, ponovno pa so obudili v 17. stoletju v Nemčiji, najdeni so tudi zapisi o iridodiagnostiki iz leta 1724 v knjigi kitajskega cesarja Čeng Lunga..
Posebno mesto v zgodovini iridologije ima madžar dr. Ignaz von Peczely iz 19. stoletja. Legenda pravi, da je Peczely opazil podobnost šarenice človeka, ki ga je zdravil zaradi zlomljene noge, z očesom sove, ki je prav tako imela zlomljeno nogo.
Iridologija se je na Slovenskem pojavila že okrog leta 1920, ko je bila v Slovenski Bistrici ustanovljena šola geomantike in iridologije.

## Kdo se lahko ukvarja z iridodiagnostiko?
Diagnostik mora imeti primerno medicinsko izobrazbo oziroma mora biti zdravnik. Znati mora hitro razmišljati (pregledi morajo biti hitri, sploh pri otrocih,ki so težko pri miru, diagnoza se vedno postavlja v živo med pregledom), dobro mora ločevati barve in njihove odtenke, biti mora sposoben natančnega lociranja lis na šarenici. Imeti mora dobro razvito intuicijo (šarenica vsakega posameznika drugačna), znati mora analitično razmišljati in dobro opazovati pacienta (kot celoto). Izjemno priporočljivo je poznavanje tujih jezikov, saj je večina strokovne literature napisane v nemščini in ruščini. Iridodiagnostik, ki postavi diagnozo je zadolžen tudi za izvajanje zdravljenja.
Zaradi neprimerne izobrazbe ljudi,ki se oziroma so se ukvarjali z iridodiagnostiko, naj bi se njen napredek upočasnil, v Evropi je prišlo do opaznega zastoja.
Rusija je edina država v kateri se razvoj te metode ni zavrl. Razlog se skriva v tem, da je vsa alternativna medicina v Rusiji priznana na isti ravni kot uradna medicina. Na nekaterih medicinskih fakultetah obstajajo celo katedre za iridodiagnostiko in akupunkturo.  Zdravniki se lahko izpopolnjujejo na področju vseh alternativnih strok. O iridodiagnostiki naj bi bilo napisano tudi kar nekaj doktorskih disertacij.

## Metode
Iridologi trdijo, da so vsi organi so prek živčnega sistema posredno povezani s šarenico. Živčni impulz naj bi pripotoval do točno določenega dela šarenice in se pokazal v obliki znaka določene barve, oblike in globine. Impulz naj bi najprej zaznali živčni končiči notranjega organa, nato ta impulz potuje naprej po simpatičnih in parasimpatičnih živčnih vlaknih v hrbtenjačo ter prek vozličkov možganskega debla naprej do hipotalamusa in talamusa, na koncu pa pripotuje do šarenice. Anatomska podlaga za tako trditev ne obstaja, saj je tekstura šarenice fiksen fenotipski znak, ki se med drugim uporablja za biometrično identifikacijo posameznika.
Iridologi primerjajo šarenico s šareničnimi grafi, ki razdelujejo šarenico na mnogo con. Potekajo od zenice do ciliarnega roba. Prav tako razdelijo šarenico na ovratnik in ciliarno cono, ki ju ločuje ovratnikova nitka, ki je najdebelejši del šarenice. Ta nitka na primer ločuje cono prebavnih organov od ostalega dela. Šarenica je tako razdeljena na nekje 80 do 90 con, znotraj katerih poznamo preko 3500 znakov, podznakov, zatemnitev in posvetlitev. Seštevek vseh teh lastnosti na določenem delu šarenice pa potem daje uvid v delovanje organa oz. skupka nekih organov.
Iridologija kot veja alternativne medicine trdi tudi, da lahko iz analize šarenice določi tudi način pravilnega prehranjevanja in ugotovi pomanjkanje vitaminov, mineralov ter ostalih hranil.

## Iridodiagnostični pregled
Včasih je pregled potekal s pomočjo povečevalnega stekla, danes pa se uporablja posebna naprava namenjena iridodiagnostičnim pregledom (špranjska svetilka: sestavljena je iz prilagojenega mikroskopa in električne žarnice). Ker je naprava draga, si jo lahko privoščijo le nekateri. Natančnost in uspešnost pregleda naj bi špranjska svetilka povečala kar za 80%. Iridodiagnostiki svarijo, naj bomo pozorni, da ima diagnostik, ki nas obravnava primerno izobrazbo in iridodiagnostično napravo, drugače smo verjetno izpostavljeni prevarantu.
Temeljni pogoji:
- 1.) Pregled izvede zdravnik
- 2.) Pregled je izveden z oftamološko opremo
- 3.) Natančen opis preteklih bolezni, sedanjih obolenj, podedovanih bolezni in prognoza za prihodnost
- 4.) Nujen podpis zdravnika na izpolnjenem diagnostičnem listu
- 5.) Razlaga vzrokov za nastanek bolezni
- 6.) Zdravljenje (izvaja ga tisti, ki je bolezen diagnosticiral)

Iridodiagnostiki zahtevajo, da se po pregledu postavijo zelo natančne diagnoze, opis organa ne sme vsebovati nobenih splošnih definicij.
Zdravnika iridologa v očeh zanimajo samo določene strukture:
- 1.) Zrklo
- 2.) avtonomni obroč okoli zrkla
- 3.) stroma (drobne nitke, ki potekajo v smeri zunanjega roba šarenice)
- 4.) pigmenti (drobni madeži različnih barv)
- 5.) lakune (spominjajo na otočke, razlikujejo se po globini, barvi in obliki)
- 6.) pike
- 7.) črte potekajo prečno čez strome)

Vsak znak na šarenici v iridologiji predstavlja določeno diagnozo, razlage pa se razlikujejo, saj jih vsaka šola razlaga po svoje.
Poznamo 5 tipov kompaktnosti šarenice, bolj kot je šarenica kompaktna, bolj je oseba zdrava in lažje premaga bolezen.
Tip šarenice prikaže splošno zdravstveno sliko človeka, v pogovoru z njim, pa iridologi vprašajo še o boleznih sorodnikov, prebolelih boleznih, astrološkem znamenju, telesni aktivnosti, načinu vzgoje, o okolju kjer bolnik prebiva, o zdravilih,ki jih je jemal dlje časa in o trenutnem počutju.
Diagnosticiranje samo na podlagi tipov šarenic naj ne bi bilo sprejemljivo in vodi v diskreditiranje te diagnostične metode.

## Cilji in možnosti
Diagnostika začetnih sprememb v delovanju organov, ki pozneje povzročajo bolezni organov (rana na želodcu, vnetje prostate, jajčnikov...) in ugotavljanje natančne diagnoze določenega organa (motnje v delovanju in različna vnetja).
Na šarenici naj bi lahko razbrali znake 4 temeljnih skupin: bolezni prednikov, prebolele bolezni, sedanje bolezni in prognozo za prihodnost

## Kritike in pomanjkljivosti
Z iridodiagnostiko se ne da diagnosticirati vseh bolezni. Nasprotniki te metode se sklicujejo na neizobraženost diagnostikov in na šarlatansko izvedene preglede in postavljene diagnoze. Trdijo tudi,da če bi bila ta metoda dobra, bi bila uveljavljena v uradni medicini, ker pa ni, sklepajo, da je nezanesljiva in polna pomanjkljivosti (razlog pa naj bi bil v zahtevnosti metode in v prevarantih, ki so diskreditirali metodo). Študije, ki so bile narejene o iridodiagnostiki, so izpeljali angleški in nizozemski zdravniki. Le to niso pokazale uporabnosti iridodiagnostike, zagovorniki pa trdijo, da so  bile izvedene napačno. Zdravniki, ki so raziskave izvajali naj ne bi imeli nobenega znanja o iridologiji. Pregledni članki podajajo bolj kot ne enako mnenje, namreč da ni dokazov, da je iridologija veljavna diagnostična metoda, saj naj bi bila verjetnost pravilno diagnosticiranega stanja zelo majhna in naj bi jo lahko pripisali le srečnemu naključju.
Nasprotniki se sklicujejo tudi na neznanstvenost te metode.
Glavne pomanjkljivosti:
1. Ne da se diagnosticirati nekaterih bolezni (krvne, psihične...)
2. Ne da se postaviti diagnoze v primeru, ko zaradi prekinitve živca, živčni impulz ne pride do šarenice (izjemno redko)
3. Draga oprema
4. Le 50-% uspešnost pri ugotavljanju operacij na notranjih organih
5. Ni možnosti diagnoze raka, na tako resno bolezen lahko iridolog le posumi in pacienta napoti k onkologu